# Oranżada (zespół muzyczny)
Oranżada – polski zespół rockowy założony w połowie lat 90. XX wieku w Otwocku.

## Historia
Początkowo, w roku 1994, zespół nazywał się The Trip. W roku 1995 zmienił nazwę na Horror Vacui i używał jej do roku 1996. W latach 1996–2000 grupa używała nazwy Pawilony. Grali wówczas muzykę z pogranicza punku, muzyki hippisowskiej i noise. W roku 2000 po wewnętrznych sporach w grupie grupa przestała istnieć.
Muzycy zeszli się ponownie w roku 2002 i utworzyli dzisiejszą Oranżadę. Demo wysłane do audycji MiniMax (audycja) emitowanej w Programie III Polskiego Radia zaowocowało pojawieniem się utworu Ulice na płycie Minimax pl w 2003 roku. W roku 2004 Ars Mundi wydał ich pierwszy album Oranżada. Po wydaniu płyty Oranżada zaczęła grać koncerty za granicą w Niemczech. W roku 2006 muzycy wydali drugą płytę o nazwie Drzewa w sadzie zdzikły. Teledysk do jednego z utworów został nominowany do nagrody YAH Film.
W lutym 2010 roku na świat wyszła wydana przez OBUH Records trzecia płyta grupy o nazwie Samsara. Wraz z wydaniem trzeciego albumu zwracając się w kierunku znacznie bardziej przystępnych, melodyjnych, lecz nadal oryginalnych i autorskich kompozycji, spowitych miękkim brzmieniem. 
Ich twórczość, początkowo klasyfikowana była jako krautrock, z czasem nabrała cech rocka awangardowego. Perkusista zespołu określił styl Oranżady jako zbyt awangardowy na pop i zbyt popowy na awangardę.

## Festiwale
Zespół kilka razy występował w festiwalach muzycznych, teatralnych i filmowych m.in. na festiwalu minimax.pl, w roku 2006 na Klangbad Festival w Scheer w Badeni-Wirtembergii, w roku 2007 byli gościem Międzynarodowego Festiwalu Sztuki w Bremie. Występowali również na Open’er Festival w Gdyni, Ars Poetica oraz dawał koncerty w kraju i zagranicą. Zespół współpracował też przy produkcji programu "Taper" w TVP Kultura podkładając muzykę początkowo do niemego filmu "Charlie na kuracji" z Charlie Chaplinem, a w przyszłości również do filmów "Brzdąc", dokumentalnego "Hipnoza", japońskiego "Szalony Paź" i w roku 2009 do filmu "Rodziny Rozdzielone". W 2019 roku zespół podkładał muzykę w audycji w której Bogusław Linda czyta książkę Andrzeja Stasiuka „Wschód” (w Programie III Polskiego Radia).
Do utworów Oranżady "Statek tonie" i "Księżyc" dwa teledyski nakręciło studio filmowe Framka.

## Muzycy

### Ostatni skład zespołu
- Robert Derlatka[3] - gitara basowa, wokal
- Michał Krysztofiak[3] - gitara elektryczna, wokal
- Maciej Łabudzki - konga, instrumenty klawiszowe, flet, trąbka, wokal
- Artur Rzempołuch[3] - perkusja, wokal

### Byli członkowie zespołu
- Przemysław Guryn - gitara elektryczna
- Paweł Jordan - saksofon
- Marek Skoczek - instrumenty klawiszowe i perkusjonalia

## Dyskografia

### Albumy autorskie
- 2005: Oranżada[2]
- 2006: Drzewa w sadzie zdzikły[2]
- 2010: Samsara[2] – album wydany również na winylu
- 2012: Once upon a train - album wydany również na winylu
- 2023: Karma tango[9]
- 2025: Salto[10]

### Występy gościnne
1. 2003: minimax pl utwór Ulice na składance Piotra Kaczkowskiego[2]
2. 2005: Lampa, utwór Wracaj na składance pisma[2]
3. 2005: Moonhead, utwór Wracaj na składance niemieckiego pisma[2]
4. 2006: Eastern Space Cakes, utwór Koszula wspomnień na niemieckiej składance[2]
5. 2006: Play. Music Aus Polen. Muzyka z Polski, utwór Kwadrat z dziećmi na składance wydanej przez Instytut Adama Mickiewicza[2]
6. 2008: musicXport - Shortcut to Polish Music, utwór Electrical room na składance wydanej przez EMI Music Poland[2]
7. 2008: Sound Wave of Warszawa, utwór Paskud Myślowy na składance wydanej przez Vlna Słowacja[2]